# Бакша (Подільський район)
Бакша́ — село Савранської селищної громади у Подільському районі Одеської області в Україні. Населення становить 1078 осіб. Вперше згадується у письмових документах у 1745 року.

## Назва
Назва походить від тюркського (половецького) апелятива *bachca «сад». З сучасних тюркських мов даний апелятив зустрічається тільки в каракалпацькій мові у значенні «горо́д».
Слово бакча — «сад» відоме багатьом давньотюркським і сучасним тюркським мовам. Бакша із значенням «город» існує лише в казахській та каракалпацькій мовах. Звичайно, сучасну казахську та каракалпацьку мови не можна вважати джерелом назви села. Але, виходячи з того, що вони мають генетичні зв'язки з мовою ногайських татар можна думати про тюркське походження назви села.
За «радловським» словником  тюркське слово «бакша» можна перекласти ще як і «зв'язка тютюну», або «дивись уважно». За «лазаревським» словником слово «бакшъ» означає погляд.

## Географія
Село Бакша розташоване за 15 км на південь від районного центру смт. Саврань. Межує на півночі із землями села Гетьманівка, на сході — із землями села Капустянка, на північному заході — із землями села Йосипівка, на південному сході — із землями села Білоусівка, на півдні — із землями с. Плоске Балтського району та сіл Познанка й Ясенове Любашівського району.
Село Бакша займає 714 га загальної площі землі, у тому числі: 274,69 га — під ріллею, 54,25 га — під багаторічними насадженнями, 85,29 га — під забудовами, 14 га — під водоймами, 50 га — під фермерськими господарствами, 113,19 га — незайманих земель та 223,4 га — під орендою.

## Історія
Заснування села припадає на середину XVIII століття. За легендою, у селі поселились чорноморські козаки, які брали участь у штурмі Ізмаїла  (1790 р.) Суворовим.
Є в селі кілька ставків: Панський, Бунегрів, Яцунський, Кім.
Мешканці села часто користуються місцевою топонімікою. Так, наприклад, східна околиця села називається «Уфимською». Історія назви така.  На початку ХІХ ст. у часи Столипінської реформи деякі жителі с. Бакша поїхали в далекі краї в пошуках щастя. Вони доїхали аж до Уфи, але щастя так і не знайшли. Вони зрозуміли, що краще ніж у рідному селі їм не буде ніде й повернулися. Але їх будинки були вже зайняті. Тоді на сходці сільської громади було вирішено наділити їх землею за селом, та поселити їх в тій частині, яку зараз називають Уфимською. Одночасно з заснуванням села, розпочала розвивалась його північно-східна частина — «Косарка».
Одночасно з заснуванням села розпочалося будівництво храму. Спочатку в селі була збудована дерев'яна церква св. великомученика Дмитра (1793 р.).  Десь у 1800 році церква згоріла зі всім своїм майном і документами. В 1800—1815 роках була побудована нова церква. Іконостас був зі старої церкви — різьблений дерев'яний, визолочений. Шанована ікона Казанської божої матері.
В середині ХІХ століття село Бакша було центром Бакшанської волості, до складу якої входили села Капустянка, Юзефівка, Недєлкове. Були в Бакші три вітряні млини.
Влітку 1848 р. та 1865 р. у волості були спалахи холери.
В той час у селі проживали люди різних національностей: українці, молдовани, цигани, поляки. Наприкінці ХІХ — на початку ХХ ст. село було досить великим. У ньому проживало 1502 чоловіків і 1593 жінки.
Перший навчальний заклад — училище — було відкрито в 1853 році, а в 1898 році була ще відкрита школа грамоти для дівчат. Для заможних селян було відкрито двокласне училище, а для дітей бідноти існувала церковно-приходська школа дяка Наливайка.
Бакша досить довго була волосним центром, що, звичайно, відобразилось на розвитку села: воно було багато чисельне, мало багато заможних селян, церкву, школу, училище.
Під час організованого радянською владою Голодомору 1932—1933 років померло щонайменше 179 жителів села.
У XX сторіччі діяла лікарня на 25 ліжок.
Колишній орган місцевого самоуправління — Бакшанська сільська рада.
12 червня 2020 року, відповідно до Розпорядження Кабінету Міністрів України від № 724-р «Про визначення адміністративних центрів та затвердження територій територіальних громад Одеської області», увійшло до складу Савранської селищної територіальної громади.
19 липня 2020 року, в результаті адміністративно-територіальної реформи і ліквідації Савранського району, село увійшло до складу новоутвореного Подільського району Одеської області.

## Населе ==== Населення
- 1897 — 2733

Згідно з переписом УРСР 1989 року чисельність наявного населення села становила 1266 осіб, з яких 527 чоловіків та 739 жінок.
За переписом населення України 2001 року в селі мешкали 1063 особи.

### Мова
Розподіл населення за рідною мовою за даними перепису 2001 року:
| Мова       | Відсоток |
| ---------- | -------- |
| українська | 91,00 %  |
| молдовська | 6,96 %   |
| російська  | 1,39 %   |
| білоруська | 0,37 %   |
| вірменська | 0,09 %   |
| циганська  | 0,09 %   |

## Відомі люди
- Плешко Семен Іванович (1903—1957) — радянський учений (агроном і зоотехнік), академік АН Таджицької РСР.